# Grup de Mecha
Grup de Mecha és una associació fundada en 1977, la fi de la qual és la recuperació i promoció d'actes cívic-religiosos i culturals de tota mena, que formen part de les tradicions del País Valencià.

## Història
El seu origen data de la segona meitat dels anys 70 del segle passat. L'espurna que va encendre el seu naixement va ser la degradació i gairebé desaparició a la qual havia arribat la processó del Corpus Christi de València. La "Festa Grossa", que havia estat durant segles la celebració cívic-religiosa més important de la ciutat i una de les més antigues i reconegudes d'Espanya (no debades es va haver de repetir en diverses ocasions perquè la pogueren conèixer alguns reis i personatges històrics, en la seua visita a València), semblava tenir els seus dies comptats.
En aquesta situació, diverses persones, com el llavors canonge de la Catedral Vicente Castell Maiques, José Mª Rey d'Arteaga (Josechu), Armando Serra Cortés i d'altres, van decidir rescatar la processó.
Per a això, necessitaven conformar un grup de persones que cregueren en el seu projecte i van contactar amb dues comissions falleres, els presidents i els fallers de les quals van donar suport a la idea amb entusiasme. Les comissions van ser: Regne de València - Almirall Cadarso i Maestro Serrà - Regne de València. Els presidents eren Rafael Ferraro Sebastiá i Vicente Martí Díez, respectivament.
La seua primera aportació a la recuperació de tradicions valencianes es remunta a 1978, any en què els seus membres van participar en la processó del Corpus Christi de València representant als "Cirialots". Gairebé immediatament, van passar a representar també als "Blancs" i a alguns altres personatges de la processó.
Uns anys més tard, el Grup de Mecha va promoure la creació de l'associació "Amics del Corpus de la Ciutat de València", amb la fi específica de continuar potenciant les celebracions cívic-religioses entorn de la processó del Corpus Christi.
Entre altres actuacions del Grup de Mecha es pot citar la recuperació dels Cirialots, 40 anys després de la seua desaparició, en la processó d'Algemesí de 2009, en les festes de la Mare de Deu de la Salut.

## Publicacions[calcitació]
- Vicente Castell: Llum del Grup de Mecha, llum de València, llum d'Algemesí. Febrer 2012.
- In Assumptione B. Mariae Virg. Instrucciones para la Celebración de la Vigilia y Solemnidad del 15 de Agosto, Incluida su Octava, según la Consueta de Teodosio Herrera, Maestro de Ceremonias de la Catedral de Valencia, Escrita entre 1699 y 1705. Transcripció, introducció i notes de Miguel Ángel Catalá Gorgues. Agost 2015.